# 叶尚辉
叶尚辉（1927年—2018年3月20日），男，汉族，浙江宁波人，中国天线结构专家，曾任西北电讯工程学院教授、博士生导师。